# Manel Ribera Firmat
Manel Ribera Firmat (Manresa, 1923 - 7 de novembre de 2009) fou un arquitecte del Bages.
Es va diplomar en urbanisme i llicenciar en arquitectura a la Universitat de Barcelona el 1956 i va ser arquitecte municipal en diversos pobles de la comarca, entre els quals el Pont de Vilomara que el declarà fill adoptiu.
Durant molt de temps va ser un dels pocs arquitectes professionals de Manresa i va produir la majoria de les seves obres entre els anys 50 i 80. Va ser un dels primers arquitectes manresans en transformar la tendència arquitectònica neoclassicista, procedent del modernisme, a una de més moderna en sintonia amb els avenços estètics que s'estaven produint a Barcelona.
Varen ser obra seva l'edifici de Caixa Manresa a la plaça Bonavista i actualment l'edifici més alt del Bages, l'edifici d'oficines de la Cambra de la Propietat, el casal de Santpedor, l'edifici Perramon i l'hotel Pere III entre molts altres projectes, principalment d'habitatges unifamiliars i plurifamiliars.
Era aficionat a la caça i a la cerca de bolets.
També va exercir el càrrec de president de la Cambra de Propietat Urbana de Manresa i el Bages entre 1999 i 2001.